# Santa Cruz Xixim
Santa Cruz Xixim es una población del estado de Yucatán, México, localizada en el municipio de Celestún, ubicada en la parte nor-oeste de dicho estado peninsular. 

## Toponimia
El nombre (Santa Cruz Xixim) hace referencia a la Vera Cruz y Xixim proviene del idioma maya.

## Lugares de interés
Es un sitio turístico.

## Demografía
Según el censo de 2005 realizado por el INEGI, la población de la localidad era de 0 habitantes.
| 10                          | ? | 0 | 5 | 7 | 8 | 7 | 3 | ? | ? | 0 | 0 |
| (Fuente: INEGI [Consultar]) |   |   |   |   |   |   |   |   |   |   |   |